# Saison 6 de Chapeau melon et bottes de cuir
Chronologie
Saison 5 saison 1 (1976)
Cet article présente les épisodes  de la sixième saison de la série télévisée britannique Chapeau melon et bottes de cuir (The Avengers), première série, diffusée du 25 septembre 1968 au 21 mai 1969 sur ITV.
La saison 1, principalement diffusée en direct, n'a pas été considérée comme une « vraie saison » sur le plan commercial : la commercialisation de la série en DVD ignore totalement cette saison. La deuxième saison est donc dénommée commercialement « saison 1 », etc., etc., cette saison 6 a donc été commercialisée sous le nom de « saison 5 ».

## Fiche technique
- Musique : Laurie Johnson
- Décorateur : Robert Jones
- Costumes de Patrick Macnee : lui-même et/ou Pierre Cardin
- Costumes de Linda Thorson : Alun Hughes et/ou Harvey Gould
- Responsable des cascades : Joe Dunne
- Producteur exécutif : Gordon L.T. Scott
- Producteurs : Albert Fennell et Brian Clemens, pour l'Associated British Corporation (ABC Production)
- Durée de chaque épisode : 52 minutes
- Format : Couleur

## Distribution

### Personnages principaux
- Patrick Macnee : John Steed
- Linda Thorson : Tara King
- Patrick Newell : Mère-Grand (20 épisodes)
- Rhonda Parker : Rhonda (18 épisodes)

### Personnage récurrent
- Iris Russell : Grand-père (1 épisode)

## Épisodes

### Épisode 1:Ne m'oubliez pas[2]
Fiche technique
- Titre original :  The Forget-Me-Knot
- Sous-titre :  Steed est un traître - Emma transmet le flambeau à Tara  ( Steed becomes a Traitor - Emma passes the Torch to Tara )
- Réalisateur : James Hill
- Scénario : Brian Clemens
- Directeurs de la photographie : Gilbert Taylor et Jimmy Harvey (seconde équipe)
- Costumes : Felix Evans
- Costumes de Diana Rigg : Alun Hughes
- Montage : Manuel del Campo
- Date de première diffusion au  Royaume-Uni : 25 septembre 1968

Reste de la distribution
- Diana Rigg : Emma Peel
- Patrick Kavanagh : Sean
- Patrick Newell : Mère-Grand
- Jeremy Burnham : Simon Filson
- Jeremy Young : George Burton
- Alan Lake : Karl
- Douglas Sheldon : Brad
- John Lee : Dr. Soames
- Beth Owen : Sally
- Leon Lissek : le chauffeur de taxi
- Tony Thawnton : Jenkins
- Edward Higgins : le jardinier

Résumé
Un traître opère au sein des services secrets britanniques et distille des fléchettes enduites d'un produit rendant temporairement amnésique. C'est ainsi que Steed voit apparaître près de son domicile Sean Mortimer, agent qui avait « disparu » depuis 15 jours. 
Par la suite, Steed se rend chez « Mère-Grand » pour informer son patron de la découverte de Mortimer et de son état de santé. Pendant ce temps, Emma Peel et Mortimer sont attaqués au domicile de Steed, et Mortimer est enlevé, tandis qu'Emma Peel est rendue amnésique. 
Lorsque Steed rentre, découvrant sa collègue amnésique, il la prend avec lui en voiture pour l'emmener voir « Mère-Grand » afin qu'elle bénéficie d'un traitement médical. Mais en route, ils subissent une attaque surprise : Emma Peel est enlevée ; Steed est laissé sur le bord de la route avec dans son sang le poison qui rend amnésique. 
Steed parvient à rejoindre le domicile d'une agent nouvellement recrutée, Tara King, qui lui permet de recouvrer en partie la mémoire. La contre-attaque peut avoir lieu... 
À la fin, on apprend que l'époux d'Emma Peel a été retrouvé en Amazonie : il rentre au Royaume-Uni. Emma va donc quitter Steed. En descendant l'escalier, elle croise Tara King, sa remplaçante, se bornant à lui dire très vite que Steed souhaite qu'on tourne son thé avec une cuiller dans le sens inverse des aiguilles d'une montre (« anti-clockwise »).
Remarques
- Dernier épisode avec Diana Rigg et normalement le premier avec Linda Thorson (en fait elle avait déjà tourné trois épisodes). La double scène d'adieu de Mme Peel est émouvante : d'une part quand elle est libérée et commence à recouvrer la mémoire, elle dit à Steed : Are you the man who… et ses lèvres articulent les mots à l'oreille de Steed : had sex with me ?, Steed lui répond en souriant I am afraid so (je pense bien que oui) ; d'autre part au moment du départ, quand elle le contemple, émue, d'un regard trouble, en lui disant qu'elle ne l'oubliera jamais, et lui suggère de ne jamais quitter son chapeau melon en cas de coup dur et de faire attention aux génies diaboliques.
- Première apparition du personnage de Mère-Grand (Mother en anglais), le supérieur des agents secrets, joué par Patrick Newell.

### Épisode 2:Jeux
Fiche technique
- Titre original :  Game
- Réalisateur : Robert Fuest
- Scénario : Richard Harris
- Directeurs de la photographie : Alan Hume et Desmond Dickinson (seconde équipe)
- Montage : Manuel del Campo
- Date de première diffusion au  Royaume-Uni : 2 octobre 1968

Reste de la distribution
- Peter Jeffrey :  Bristow
- Garfield Morgan (en) :  Le serviteur
- Anthony Newlands :  Le brigadier Wishforth-Browne
- Alex Scott :  Averman
- Aubrey Richards :  Le professeur Witney
- Desmond Walter Ellis :  Le directeur
- Geoffrey Russell :  Dexter
- Achilles Georgiou :  L'étudiant
- Brian Badcoe :  Gibson

Synopsis
D'anciens compagnons d'armes de Steed sont tués dans les mêmes circonstances : obligés de participer à un jeu de société dont l'enjeu est leur vie, ils sont retrouvés avec sur eux des pièces de puzzle. Au cours de l'enquête, Steed est lui-même "invité" à jouer, avec pour enjeu Miss King...
Épisode sans Mère-Grand.

### Épisode 3:Le document disparu
Fiche technique
- Titre original :  The Super Secret Cypher Snatch
- Réalisateur : John Hough
- Scénario : Tony Williamson
- Directeur de la photographie : Alan Hume
- Montage : Tom Simpson
- Date de première diffusion au  Royaume-Uni : 9 octobre 1968

Reste de la distribution
- Allan Cuthbertson :  Webster
- Ivor Dean :  Ferret
- Patrick Newell :  'Mère-Grand'
- Angela Scoular :  Myra
- Simon Oates :  Maskin
- Donald Gee :  Vickers
- John Carlisle :  Peters
- Nicholas Smith :  Lather
- Alec Smith :  Le premier garde
- Lionel Wheeler :  Le second garde
- Anne Rutter :  Betty
- Clifford Earl :  Jarret
- Anthony Blackshaw :  Davis
- David Quilter :  Wilson
- Rhonda Parker (non créditée) :  Rhonda  (rôle muet)

Synopsis
Des documents confidentiels et des agents disparaissent dans un immeuble gouvernemental, malgré la sécurité. Steed et Miss King y mènent l'enquête et une entreprise de lavage des vitres est suspectée...

### Épisode 4:À vos souhaits
Fiche technique
- Titre original :  You'll catch your Death
- Réalisateur : Paul Dickson
- Scénario : Jeremy Burnham
- Directeur de la photographie : Alan Hume
- Montage : Karen Heward
- Date de première diffusion au  Royaume-Uni : 16 octobre 1968

Reste de la distribution
- Roland Culver :  Le colonel Timothy
- Valentine Dyall :  Le maître d'hôtel
- Fulton McKay :  Glover
- Sylvia Kay :  La surveillante
- Patrick Newell :  'Mère-Grand'
- Dudley Sutton :  Dexter
- Peter Bourne :  Preece
- Charles Lloyd Pack :  Fawcett
- Henry McGee :  Maidwell
- Hamilton Dyce :  Camrose
- Bruno Barnabe :  Farrar
- Fiona Hartford :  Janice
- Geoffrey Chater :  Seaton
- Jennifer Clulow :  Georgina
- Emma Cochrane :  Melanie
- Willoughby Gray :  Padley
- Andrew Laurence :  Herrick
- Douglass Blackwell :  Le facteur
- Rhonda Parker (non créditée) :  Rhonda  (rôle muet)

Synopsis
Plusieurs médecins, spécialistes du rhume, meurent après avoir reçu au courrier une enveloppe... vide ! L'enquête conduit Steed et Miss King à une école d'infirmières qui a commandé des centaines d'enveloppes...

### Épisode 5:Double personnalité
Fiche technique
- Titre original :  Split !
- Réalisateur : Roy Baker
- Scénario : Brian Clemens
- Directeurs de la photographie : Gilbert Taylor et Jimmy Harvey (seconde équipe)
- Montage : Manuel del Campo
- Date de première diffusion au  Royaume-Uni : 23 octobre 1968

Reste de la distribution
- Nigel Davenport :  Lord Barnes
- Julian Glover :  Peter Rooke
- Bernard Archard :  Le docteur Constantine
- John G. Heller :  Hinnell
- Jayne Sofiano :  Petra
- Steven Scott :  Kartovski
- Maurice Good :  Harry Mercer
- Iain Anders :  Frank Compton
- Christopher Benjamin :  Swindin
- John Kidd :  Le maître d'hôtel

Synopsis
Plusieurs fonctionnaires du Gouvernement commettent des meurtres contre leur gré, en étant submergés par les pensées d'un agent étranger décédé, dont le cerveau est maintenu artificiellement en activité...
Episode sans mère-Grand.

### Épisode 6:George et Fred
Fiche technique
- Titre original : Whoever shot Poor George oblique stroke XR40 ?
- Réalisateur : Cyril Frankel
- Réalisateur de seconde équipe : John Hough
- Scénario : Tony Williamson
- Directeurs de la photographie : Alan Hume et Wilkie Cooper (seconde équipe)
- Montage : Manuel del Campo
- Date de première diffusion au  Royaume-Uni : 30 octobre 1968

Reste de la distribution
- Dennis Price :  Jason
- Clifford Evans (en) :  Pelley
- Judy Parfitt :  Loris
- Anthony Nicholls :  Ardmore
- Frank Windsor :  Tobin
- Adrian Ropes :  Baines
- Arthur Cox :  L'anesthésiste
- Tony Wright :  Keller
- John Porter-Davison :  Jacobs
- Jacky Allouis :  Jill
- Valerie Leon :  Betty

Synopsis
Dans un laboratoire gouvernemental de cybernétique, un robot-ordinateur sophistiqué baptisé « George », sur le point de livrer le nom d'un traître, est neutralisé par ce dernier. Tandis que Steed et Miss King enquêtent, on tente de réparer les dégâts…
Épisode sans mère-Grand.

### Épisode 7:Faux témoins
Fiche technique
- Titre original :  False Witness
- Réalisateur : Charles Crichton
- Scénario : Jeremy Burnham
- Directeur de la photographie : Alan Hume
- Montage : Karen Heward
- Date de première diffusion au  Royaume-Uni : 6 novembre 1968

Reste de la distribution
- John Bennett :  Sykes
- Barry Warren :  Melville
- Tony Steedman (en) :  Sir Joseph
- Patrick Newell :  'Mère-Grand'
- William Job :  Lord Edgerfield
- Don Meaden :  Sloman
- Michael Lees :  Plummer
- Simon Lack :  Nesbitt
- Arthur Pentelow :  Le docteur Grant
- Peter Jesson :  Penman
- Rio Fanning :  Lane
- John Atkinson : ' Brayshaw
- Larry Burns :  Gould
- Jimmy Gardner :  Le petit homme
- Terry Eliot :  Amanda
- Rhonda Parker (non créditée) :  Rhonda  (rôle muet)

Synopsis
Diverses personnes sont contraintes de mentir après avoir bu le lait qui leur est livré. Steed et Miss King pistent le livreur jusqu'à un maître-chanteur... 

### Épisode 8:Miroirs
Fiche technique
- Titre original :  All Done with Mirrors
- Réalisateur : Ray Austin
- Scénario : Leigh Vance
- Directeur de la photographie : Alan Hume
- Montage : Manuel del Campo
- Date de première diffusion au  Royaume-Uni : 13 novembre 1968

Reste de la distribution
- Dinsdale Landen :  Watney
- Peter Copley :  Sparshott
- Edwin Richfield :  Barlow
- Michael Trubshawe :  Le colonel Withers
- Patrick Newell :  'Mère-Grand'
- Joanna Jones :  Pandora
- Nora Nicholson :  Miss Emily
- Tenniel Evans :  Carswell
- Liane Aukin :  Miss Tiddiman
- Anthony Dutton :  Seligman
- Peter Thomas :  Kettridge
- Graham Ashley :  Markin
- Michael Nightingale :  Le véritable colonel
- Robert Sidaway :  Le véritable Barlow
- Desmond Jordan :  Guthrie
- David Grey :  Williams
- Peter Elliott :  Arkin
- John Bown :  Roger
- Rhonda Parker (non créditée) :  Rhonda  (rôle muet)

Synopsis
Steed, soupçonné d'être à l'origine de fuites au sein du service, est mis au secret. Miss King, avec un autre partenaire, mène alors l'enquête qui les conduit jusqu'à un ancien phare.  
Remarque
Episode dans lequel Steed est à l'écart. Première apparition du personnage de Rhonda, personnage muet qui poussera désormais le fauteuil de Mère-Grand.

### Épisode 9:Le legs
Fiche technique
- Titre original :  Legacy of Death
- Réalisateur : Don Chaffey
- Scénario : Terry Nation
- Directeur de la photographie : Peter Jessop
- Montage : Karen Heward
- Date de première diffusion au  Royaume-Uni : 20 novembre 1968

Reste de la distribution
- Stratford Johns :  Sidney
- Ronald Lacey :  Humbert
- Ferdy Mayne :  Le baron Von Orlak
- Kynaston Reeves :  Dickens
- Richard Hurndall :  Farrer
- John Hollis :  Zoltan
- Leon Thau :  Ho Lung
- Tutte Lemkow :  Gorky
- Peter Swanwick :  Oppenheimer
- Vic Wise :  Slattery
- Teddy Kiss :  Winkler
- Michael Bilton :  Le docteur Winter

Synopsis
Steed reçoit en héritage une dague qui s'avère être la clef conduisant à un trésor. Un baron infirme, avec l'aide de son homme de main, veut récupérer l'objet à tout prix, et les meurtres se succèdent...
Episode sans mère-Grand.
N.B: Parodie burlesque du Faucon maltais.

### Épisode 10:Je vous tuerai à midi
Fiche technique
- Titre original :  Noon Doomsday
- Réalisateur : Peter Sykes
- Scénario : Terry Nation
- Directeur de la photographie : Stephen Dade
- Montage : Manuel del Campo
- Date de première diffusion au  Royaume-Uni : 27 novembre 1968

Reste de la distribution
- Ray Brooks :  Farrington
- T.P. McKenna :  Grant
- Griffith Jones :  Baines
- Lyndon Brook :  Lyall
- Peter Bromilow :  Kafka
- Patrick Newell :  'Mère-Grand'
- Peter Halliday :  Perrier
- Anthony Ainley :  Sunley
- John Glyn-Jones :  Le docteur Hyde
- David Glover :  Carson
- Lawrence James :  Cornwall
- Alfred Maron :  Le chauffeur de taxi
- Rhonda Parker (non créditée) :  Rhonda  (rôle muet)

Synopsis
Steed, en convalescence dans une maison de campagne sécurisée, après avoir été blessé en service, est menacé par un ancien adversaire qui s'est juré de le tuer...   
N.B: Pastiche du Train sifflera trois fois

### Épisode 11:Clowneries
Fiche technique
- Titre original :  Look — (Stop me if you've heard this One) — but there were these two Fellers...
- Réalisateur : James Hill
- Scénario : Dennis Spooner
- Directeurs de la photographie : Gilbert Taylor et Jimmy Harvey (seconde équipe)
- Montage : Manuel del Campo
- Date de première diffusion au  Royaume-Uni : 4 décembre 1968

Reste de la distribution
- Jimmy Jewell :  Maxie Martin
- Julian Chagrin :  Jennings
- Bernard Cribbins :  Bradley Marler
- John Cleese :  Marcus Rugman
- William Kendall :  Lord Bessington
- John Woodvine (en) :  Seagrave
- Gary Marsh :  Le brigadier Wiltshire
- Gaby Vargas :  Miss Charles
- Bill Shine : Cleghorn
- Richard Young :  Sir Jeremy Broadfoot
- Robert James :  Merlin
- Talfryn Thomas :  Fiery Frederick
- Jay Denyer :  Le ténor
- Johnny Vyvyan :  L'artiste de l'évasion
- Len Belmont :  Le ventriloque

Synopsis
Deux tueurs déguisés en clowns assassinent les responsables d'un projet gouvernemental visant à supprimer des théâtres et music-hall pour les remplacer par des abris en cas de guerre...
N.B: L'épisode le plus délirant de la série tout entière. Le combat final, absolument fou, restera lui aussi dans les mémoires! 
Un des épisodes préférés de Patrick Macnee et Linda Thorson.
Episode sans mère-Grand.

### Épisode 12:Un dangereux marché
Fiche technique
- Titre original :  Have Guns — Will Haggle
- Réalisateur : Ray Austin
- Scénario : Donald James
- Directeur de la photographie : Jimmy Harvey
- Montage : Manuel del Campo
- Date de première diffusion au  Royaume-Uni : 11 décembre 1968

Reste de la distribution
- Johnny Sekka :  Le colonel Martin Nsonga
- Nicola Pagett :  Adriana
- Jonathan Burn :  Conrad
- Timothy Bateson :  Spencer
- Michael Turner :  Crayford
- Robert Gillespie :  L'employé d'ascenseur
- Roy Stewart :  Giles
- Peter J. Elliott :  Brad

Synopsis
Un stock de fusils dernier modèle est volé dans un bâtiment, pourtant sécurisé, de l'armée britannique. Le colonel d'un pays africain, de passage en Grande-Bretagne, est soupçonné : envisageant de fomenter un coup d'État, il a besoin d'armes...
N.B: Second épisode avec Tara King, cela est visible car elle porte une perruque blonde. Cet épisode a été produit par John Bryce qui a remplacé Brian Clemens. Ce dernier reviendra heureusement un peu plus tard.
Episode sans mère-Grand

### Épisode 13:Mais qui est Steed?
Fiche technique
- Titre original :  They keep killing Steed
- Réalisateur : Robert Fuest
- Scénario : Brian Clemens
- Directeur de la photographie : Stephen Dade
- Montage : Manuel del Campo
- Date de première diffusion au  Royaume-Uni : 18 décembre 1968

Reste de la distribution
- Ian Ogilvy :  Le baron Von Curt
- Ray McAnally :  Arcos
- Norman Jones :  Zerson
- Bernard Horsfall :  Le capitaine Smythe
- Patrick Newell :  'Mère-Grand'
- William Ellis :  Bruno
- Dyson Lovell :  Warren
- Hal Galill, Michael Corcoran, Ross Hutchinson, etc :  Les 'doubles' de Steed
- Rhonda Parker (non créditée) :  Rhonda  (rôle muet)

Synopsis
Afin d'infiltrer une conférence sur la paix, un savant diabolique teste sur plusieurs cobayes son invention, un procédé instantané de chirurgie esthétique, grâce auquel il crée des doubles de Steed ; Miss King aura fort à faire pour s'y retrouver... 
N.B: Quatrième épisode sur le thème des doubles.

### Épisode 14:Interrogatoires
Fiche technique
- Titre original :  The Interrogators
- Réalisateur : Charles Crichton
- Scénario : Richard Harris et Brian Clemens
- Musique additionnelle : Howard Blake
- Directeur de la photographie : Peter Jessop
- Costumes : Ivy Baker
- Montage : Karen Heward
- Date de première diffusion au  Royaume-Uni : 1er janvier 1969

Reste de la distribution
- Christopher Lee :  Le colonel Mannering
- David Sumner :  Minnow
- Philip Bond :  Caspar
- Patrick Newell :  'Mère-Grand'
- Glynn Edwards :  Blackie
- Neil McCarthy :  Rasker
- Neil Stacy :  Mullard
- Neil Wilson :  Norton
- Cardew Robinson :  M. Puffin
- Cecil Cheng :  Le capitaine Soo
- Mark Elwes :  L'officier de la Marine
- David Richards :  L'officier de la R.A.F.
- Rhonda Parker (non créditée) :  Rhonda  (rôle muet)

Synopsis
Des agents disparaissent et sont soumis à des interrogatoires fictifs, mais "intensifs", de l'ennemi. Par ailleurs, les intermédiaires de ces agents sont éliminés. Miss King elle-même va subir une séance de questions...

### Épisode 15:Du bois vermoulu
Fiche technique
- Titre original :  The Rotters
- Réalisateur : Robert Fuest
- Scénario : Dave Freeman
- Directeur de la photographie : Alan Hume
- Costumes : Ivy Baker
- Montage : Manuel del Campo
- Date de première diffusion au  Royaume-Uni : 8 janvier 1969

Reste de la distribution
- Gerald Sim :  Kenneth
- Jerome Willis :  George
- Eric Barker :  Pym
- John Nettleton :  Palmer
- Patrick Newell :  'Mère-Grand'
- Frank Middleclass, Dervis Ward :  'Rôles' de Sawbow
- Harold Innocent, Tony Gilpin, Amy Dalby, John Stone :  Les employés des pompes funèbres
- Charles Morgan, Harry Hutchinson, Noel Davis, John Scott :  'Rôles' de Wainwright
- Rhonda Parker (non créditée) :  Rhonda  (rôle muet)

Synopsis
Divers techniciens du bois (de culture et de charpente) sont assassinés, parce qu'ils connaissaient l'existence d'un procédé de désintégration immédiate du matériau, invention que le meurtrier entend utiliser pour détruire la forêt du Royaume-Uni...

### Épisode 16:L'Invasion des Terriens
Fiche technique
- Titre original :  Invasion of the Earthmen
- Réalisateur : Don Sharp
- Scénario : Terry Nation
- Directeurs de la photographie : Gilbert Taylor et Jimmy Harvey (seconde équipe)
- Montage : Manuel del Campo
- Date de première diffusion au  Royaume-Uni : 15 janvier 1969

Reste de la distribution
- William Lucas :  Brett
- Christian Roberts :  Huxton
- Lucy Fleming :  Emily
- Christopher Chittel :  Bassin
- Warren Clarke :  Trump
- Wendy Allnutt :  Sarah
- George Roubicek :  Grant

Synopsis
Un agent disparaît et les indices mènent Steed et Miss King à une école privée, l'Académie Alpha, laquelle forme des astronautes pour conquérir l'espace...
N.B: Premier épisode avec Tara King, produit par John Bryce qui remplaça brièvement Brian Clemens. Cela est visible car Linda Thorson est teinte en blonde et Steed l'appelle "Miss King" (il l'appellera Tara lorsque Clemens reviendra). Episode sans mère-Grand.

### Épisode 17:Meurtres au programme
Fiche technique
- Titre original :  Killer
- Réalisateur : Cliff Owen
- Scénario : Tony Williamson
- Directeur de la photographie : Peter Jessop
- Costumes : Felix Evans
- Montage : Ann Chegwidden
- Date de première diffusion au  Royaume-Uni : 22 janvier 1969

Reste de la distribution
- Jennifer Croxton :  Lady Diana Forbes
- Grant Taylor :  Merridon
- William Franklyn :  Brinstead
- Richard Wattis :  Clarke
- Patrick Newell :  'Mère-Grand'
- Harry Towb :  Paxton
- John Bailey :  Ralph Bleech
- Michael Ward :  Freddie
- James Bree :  Wilkington
- Michael McStay :  Trancer
- Anthony Valentine :  Calvin
- Charles Houston :  Gillars
- Jonathan Elsom :  Chattell
- Clive Graham :  Lawson
- Oliver MacGreevy :  Le barman
- Rhonda Parker (non créditée) :  Rhonda  (rôle muet)

Synopsis
Des agents sont retrouvés morts, emballés et enrubannés. Miss King étant en vacances, Steed enquête avec une nouvelle partenaire, Lady Forbes...
N.B: Episode où Tara King est quasiment absente.

### Épisode 18:Le matin d'après
Fiche technique
- Titre original :  The Morning after
- Réalisateur : John Hough
- Scénario : Brian Clemens
- Directeur de la photographie : H.A.R. Thomson
- Costumes : Ivy Baker
- Montage : Manuel del Campo
- Date de première diffusion au  Royaume-Uni : 29 janvier 1969

Reste de la distribution
- Peter Barkworth :  Merlin
- Penelope Horner :  Jenny
- Joss Ackland :  Le brigadier
- Brian Blessed :  Le sergent Hearn
- Donald Douglas :  Le major Parsons
- Philip Dunbar :  Yates
- Jonathan Scott :  Cartney

Synopsis
Au moment d'être arrêté par Steed et Miss King, un agent ennemi lance une grenade de gaz soporifique. Steed et l'agent ennemi se réveillent dans une ville désertée, occupée par l'armée qui a décrété la loi martiale, à cause d'une bombe à désamorcer...
N.B: Le thème de la ville déserte sera repris avec autant de succès dans l'épisode Le S95 (Sleeper, saison 7). Dans cet épisode sans mère-Grand, Tara est quasi absente.

### Épisode 19:Trop d'indices
Fiche technique
- Titre original :  The Curious Case of the Countless Clues
- Réalisateur : Don Sharp
- Scénario : Philip Levene
- Directeurs de la photographie : Gilbert Taylor et Jimmy Harvey (seconde équipe)
- Montage : Manuel del Campo
- Date de première diffusion au  Royaume-Uni : 5 février 1969

Reste de la distribution
- Anthony Bate :  Earle
- Kenneth Cope :  Gardiner
- Tony Selby :  Stanley
- Peter Jones :  Doyle
- Tracy Reed :  Janice
- Edward de Souza :  Flanders
- George A. Cooper :  Burgess
- Reginald Jessup :  Dawson

Synopsis
Des gens sont éliminés et les tueurs laissent des indices évidents accusant de respectables tierces personnes, afin d'exercer sur elles un chantage. L'enquête de Steed le rendant gênant, il est désigné comme le prochain "coupable" de l'assassinat de Miss King...
N.B : Un détective qui s'appelle Sir Arthur Doyle ? gros clin d'œil à Sherlock Holmes et à son créateur : Sir Arthur Conan Doyle. Episode sans mère-Grand.

### Épisode 20:Étrange hôtel
Fiche technique
- Titre original :  Wish you were here
- Réalisateur : Don Chaffey
- Scénario : Tony Williamson
- Directeur de la photographie : Alan Hume
- Montage : Karen Heward
- Date de première diffusion au  Royaume-Uni : 12 février 1969

Reste de la distribution
- Liam Redmond :  Charles Merrydale
- Robert Urquhart :  Maxwell
- Brook Williams :  Basil
- Dudley Foster :  Parker
- Patrick Newell :  'Mère-Grand'
- Garry Watson :  Kendrick
- Richard Caldicot :  Mellor
- Derek Newark :  Vickers
- David Garth :  Brevitt
- Louise Pajo :  Miss Craven
- John Cazabon :  M. Maple
- Sandra Fehr :  La séduisante jeune femme
- Rhonda Parker (non créditée) :  Rhonda  (rôle muet)

Synopsis
Son oncle n'étant pas revenu de vacances, Miss King se rend à l'hôtel où il résidait. Elle s'y retrouve prisonnière, avec les autres clients, mais dans quel but ?...
N.B: Parodie comique de la série Le Prisonnier (Don Chaffey ayant d'ailleurs réalisé certains épisodes de cette série). Steed apparaît peu dans cet épisode.

### Épisode 21:Amour, quand tu nous tiens...
Fiche technique
- Titre original :  Love All
- Réalisateur : Peter Sykes
- Scénario : Jeremy Burnham
- Directeur de la photographie : David Holmes
- Costumes : Ivy Baker
- Montage : Karen Heward
- Date de première diffusion au  Royaume-Uni : 19 février 1969

Reste de la distribution
- Veronica Strong :  Martha
- Terence Alexander :  Bromfield
- Robert Harris :  Sir Rodney
- Patrick Newell :  'Mère-Grand'
- Patsy Rowlands :  Thelma
- Brian Oulton, Frank Gatliff, Ann Rye, etc (rôles indéterminés)
- Rhonda Parker (non créditée) :  Rhonda  (rôle muet)

Synopsis
Des hauts fonctionnaires du Gouvernement sont à l'origine de fuites, pour être tombés amoureux de femmes qui leur soutirent ainsi des informations... 
N.B: Parodie vitriolée des comédies romantiques à l'américaine. 
Remarque : la voiture conduite par le personnage de Sir Rodney, est aussi vue dans l'épisode  Étrange hôtel . il s'agit d'une Rolls-Royce Silver Shadow, numéro de chassis SRH2971, vue également dans la série  Amicalement vôtre  avec la même immatriculation. Cette voiture est,  en fait, la Rolls-Royce la plus filmée dans l'histoire du cinéma et de la télévision. ( source imcdb) Un site dédié raconte son histoire : shadow1967.weebly.com

### Épisode 22:Le visage
Fiche technique
- Titre original :  Stay tuned
- Réalisateur : Don Chaffey
- Scénario : Tony Williamson
- Directeur de la photographie : Peter Jessop
- Costumes : Ivy Baker
- Montage : Karen Heward
- Date de première diffusion au  Royaume-Uni : 26 février 1969

Reste de la distribution
- Gary Bond :  Proctor
- Kate O'Mara :  Lisa
- Patrick Newell :  'Mère-Grand'
- Iris Russell :  'Grand-Père'
- Duncan Lamont :  Wilks
- Howard Marion-Crawford :  Collins
- Denise Buckley :  Sally
- Roger Delgado :  Kreer
- Harold Kasket :  Le docteur Meitner
- Ewan Roberts :  Travers
- Patrick Westwood :  Le chauffeur de taxi
- Rhonda Parker (non créditée) :  Rhonda  (rôle muet)

Synopsis
Steed revient de vacances, mais il s'avère qu'il a tout oublié de cette période. Lui et Miss King tentent de la reconstituer et découvrent un projet d'assassinat de Mère-Grand...
N.B: Dans une moindre mesure, cet épisode traite de l'invisibilité (Steed est le seul à ne pas voir Proctor). Mère-Grand apparaît seulement dans la deuxième partie de l'épisode, il est remplacé dans la première partie par Grand-Père (une femme atteinte de cécité). Personnage qui réapparaîtra dans le film de 1997.

### Épisode 23:L'homme au sommet
Fiche technique
- Titre original :  Take me to your Leader
- Réalisateur : Robert Fuest
- Scénario : Terry Nation
- Musique additionnelle : Howard Blake
- Directeur de la photographie : H.A.R. Thomson
- Costumes : Ivy Baker
- Montage : Ann Chegwidden
- Date de première diffusion au  Royaume-Uni : 5 mars 1969

Reste de la distribution
- Patrick Barr :  Stonehouse
- Patrick Newell :  'Mère-Grand'
- John Ronane :  Le capitaine Tim
- Michael Robbins :  Cavell
- Henry Stamper :  Le major Glasgow
- Penelope Keith, Hugh Cross, Elisabeth Robillard, etc (rôles indéterminés)
- Rhonda Parker (non créditée) :  Rhonda  (rôle muet)

Synopsis
Steed et Miss King pistent une petite valise rouge, apparemment piégée, munie d'un haut-parleur diffusant des instructions qui les méneront au cerveau, "M. Big"...
N.B: À noter le titre original: Take me to your leader (littéralement: Conduisez-moi à votre chef!) qui est la phrase culte des films de Science-fiction (première phrase que dit un extraterrestre arrivant sur Terre !).
Ni Steed ni Tara n'apparaissent dans le tag final. Ce sera la seule fois pour Steed. Tara n'apparaît pas non plus à la fin d'Homicide et vieilles dentelles.

### Épisode 24:Brouillard
Fiche technique
- Titre original :  Fog
- Réalisateur : John Hough
- Scénario : Jeremy Burnham
- Directeur de la photographie : David Holmes
- Costumes : Ivy Baker
- Montage : Manuel del Campo
- Date de première diffusion au  Royaume-Uni : 12 mars 1969

Reste de la distribution
- Nigel Green :  Le président ,Sir Geoffrey Armstrong
- Guy Rolfe :  Mark Travers
- Patrick Newell :  'Mère-Grand'
- Terence Brady :  Carstairs
- Paul Whitsun-Jones :  Sanders
- David Lodge :  Maskell  (rôle coupé au montage)
- Norman Chappell :  Fowler
- David Bird, Patsy Smart, John Garrie, etc (rôles indéterminés)
- Rhonda Parker (non créditée) :  Rhonda  (rôle muet)

Synopsis
À Londres, dans le brouillard, plusieurs membres d'un comité de désarmement sont assassinés. L'enquête conduit Steed et Miss King jusqu'au club "The Gaslight Goul", dont l'objet est de découvrir l'identité de Jack l'Éventreur... 

### Épisode 25:Affectueusement vôtre
Fiche technique
- Titre original :  Who was that Man I saw you with ?
- Réalisateur : Don Chaffey
- Scénario : Jeremy Burnham
- Musique additionnelle : Howard Blake
- Directeur de la photographie : Peter Jessop
- Costumes : Ivy Baker
- Montage : Karen Heward
- Date de première diffusion au  Royaume-Uni : 19 mars 1969

Reste de la distribution
- William Marlowe :  Fairfax
- Ralph Michael :  Le général Hesketh
- Alan Browning :  Zaroff
- Alan MacNaughtan :  Gilpin
- Patrick Newell :  'Mère-Grand'
- Alan Wheatley :  Dangerfield
- Bryan Marshall :  Phillipson
- Aimee Demalain :  Miss Culpeppei
- Richard Owens :  Perowne
- Nita Lorraine :  Kate
- Ralph Ball :  Hamilton
- Ken Haward :  Powell
- Neville Marten :  Pye
- Rhonda Parker (non créditée) :  Rhonda  (rôle muet)

Synopsis
Miss King est victime d'un coup monté visant à la faire passer pour un agent double. De plus, une attaque de missiles est fomentée contre le Royaume-Uni...

### Épisode 26:Homicide et vieilles dentelles
Fiche technique
- Titre original :  Homicide and Old Lace
- Réalisateur : John Hough
- Scénario : Malcolm Hulke et Terrance Dicks
- Directeur de la photographie : Gilbert Taylor
- Costumes : Felix Evans
- Montage : Karen Heward
- Date de première diffusion au  Royaume-Uni : 26 mars 1969

Reste de la distribution
- Patrick Newell :  'Mère-Grand'
- Joyce Carey :  Harriet
- Mary Merrall :  Georgina
- Gerald Harper :  Le colonel Corf
- Keith Baxter :  Dunbar
- Edward Brayshaw :  Fuller
- Donald Pickering, Mark London, Kristopher Kum, etc (rôles indéterminés)
- Rhonda Parker (non créditée) :  Rhonda  (rôle muet)

Synopsis
Mère-Grand est invité à un diner d'anniversaire par deux vieilles tantes qui raffolent de ses histoires d'agents secrets, celle du jour concernant une Organisation Intercrime. Les deux dames s'avèrent "indignes" car elles manient les armes à feu...
N.B: Premier épisode dans l'histoire de la Télévision à utiliser le principe du clip-show. Cet épisode est en effet constitué des rushes de l'épisode (jamais diffusé) The Great Great-Britain Crime, troisième épisode avec Tara King (en blonde) sous le règne éphémère de John Bryce. Deuxième fois où Tara n'apparaît pas dans le tag final. Comme le titre original, le titre français fait référence au film Arsenic et vieilles dentelles.

### Épisode 27:Haute tension
Fiche technique
- Titre original :  Thingumajig
- Réalisateur : Leslie Norman
- Scénario : Terry Nation
- Directeur de la photographie : Peter Jessop
- Costumes : Ivy Baker
- Montage : Robert Dearberg
- Date de première diffusion au  Royaume-Uni : 2 avril 1969

Reste de la distribution
- Dora Reisser :  Inge
- Jeremy Lloyd :  Teddy
- Iain Cuthbertson :  Kruger
- Willoughby Goddard :  Truman
- Hugh Manning :  Le major Star
- John Horsley :  Le docteur Grant
- Edward Burnham :  Brett
- Vernon Dobtcheff :  Stenson
- Russell Waters :  Pike
- Michael McKevitt :  Phillips
- Neville Hughes :  Williams
- John Moore :  Greer
- Harry Shacklock :  Bill

Synopsis
Des archéologues faisant des fouilles sous une église sont électrocutés par une petite boîte se déplaçant et déchargeant une grande quantité d'énergie. Steed et Miss King découvrent un complot visant à priver le Royaume-Uni d'électricité...
Un des épisodes préférés de Linda Thorson. Episode sans mère-Grand. Tara King est quasiment absente.

### Épisode 28:Mon rêve le plus fou
Fiche technique
- Titre original :  My Wildest Dream
- Réalisateur : Robert Fuest
- Scénario : Philip Levene
- Directeurs de la photographie : Frank Watts et Jimmy Harvey (seconde équipe)
- Montage : Manuel del Campo
- Date de première diffusion au  Royaume-Uni : 7 avril 1969

Reste de la distribution
- Peter Vaughan :  Jaeger
- Derek Godfrey :  Tobias
- Edward Fox :  Chilcott
- Susan Travers :  L'infirmière Owen
- Philip Madoc :  Slater
- Michael David :  Reece
- Murray Hayne :  Gibbons
- Tom Kempinski :  Dyson
- John Savident (en) :  Winthrop
- Hugh Moxey :  Peregrine

Synopsis
Steed est le témoin de plusieurs meurtres commis au sein d'une même entreprise. L'assassin paraît avoir été "conditionné". L'enquête mène jusqu'à un psychiatre...
Episode sans mère-Grand.

### Épisode 29:Requiem
Fiche technique
- Titre original :  Requiem
- Réalisateur : Don Chaffey
- Scénario : Brian Clemens
- Directeur de la photographie : David Holmes
- Costumes : Ivy Baker
- Montage : Karen Heward
- Date de première diffusion au  Royaume-Uni : 16 avril 1969

Reste de la distribution
- Angela Douglas :  Miranda
- John Cairney :  Firth
- John Paul :  Wells
- Patrick Newell :  'Mère-Grand'
- Denis Shaw :  Murray
- Terence Sewards :  Rista
- Mike Lewin :  Barrett
- Kathja Wyeth :  Jill
- Harvey Ashby :  Bobby
- John Baker :  Le vicaire
- Rhonda Parker (non créditée) :  Rhonda  (rôle muet)

Synopsis
Steed, chargé de protéger un témoin capital, Miranda, la cache en un endroit qu'il est seul à connaître. Mais ceux qui voudraient éliminer ce témoin gênant décident d'utiliser Miss King pour forcer Steed à révéler la cachette. Episode où Steed est quasiment absent.

### Épisode 30:Noël en février
Fiche technique
- Titre original :  Take-Over
- Réalisateur : Robert Fuest
- Scénario : Terry Nation
- Directeur de la photographie : Peter Jessop
- Costumes : Ivy Baker
- Montage : Robert Dearberg
- Date de première diffusion au  Royaume-Uni : 23 avril 1969

Reste de la distribution
- Tom Adams :  Grenville
- Elizabeth Sellars :  Laura
- Michael Gwynn :  Bill
- Hilary Pritchard :  Circe
- Garfield Morgan (en) :  Sexton
- Keith Buckley :  Lomax
- John Comer :  Le sergent Groom
- Anthony Sagar :  Clifford
- Michael Craze (non crédité) :  L'homme menotté

Synopsis
Des hommes armés font irruption dans une demeure dont ils prennent en otage les occupants. Mais c'était sans compter l'intervention de Steed, venu là en ami pour fêter "Noël en février", comme il en a l'habitude...
Episode sans mère-Grand. Tara est quasiment absente.

### Épisode 31:Mademoiselle Pandora
Fiche technique
- Titre original :  Pandora
- Réalisateur : Robert Fuest
- Scénario : Brian Clemens
- Directeur de la photographie : David Holmes
- Costumes : Ivy Baker
- Montage : Karen Heward
- Date de première diffusion au  Royaume-Uni : 30 avril 1969

Reste de la distribution
- Julian Glover :  Rupert
- James Cossins (en) :  Henry
- Kathleen Byron :  Miss Faversham
- Patrick Newell :  'Mère-Grand'
- John Laurie :  Juniper
- Anthony Roye :  Pettigrew
- Geoffrey Whitehead :  Carter
- Peter Madden :  Oncle Gregory Lasindall
- Reginald Barratt :  Xavier Smith
- Raymond Burke :  Gregory
- Rhonda Parker (non créditée) :  Rhonda  (rôle muet)

Synopsis
Miss King est enlevée et séquestrée dans une maison où a été recréée l'ambiance de l'année 1915. Elle est la sosie de Pandora, l'amour de jeunesse d'un vieil homme, dont les neveux et auteurs du kidnapping, voudraient lui soutirer ainsi l'héritage... 
N.B: Episode où Steed fait de la figuration. Un des épisodes préférés de Linda Thorson.

### Épisode 32:Les évadés du monastère
Fiche technique
- Titre original :  Get-a-Way
- Réalisateur : Don Sharp
- Scénario : Philip Levene
- Directeurs de la photographie : Gilbert Taylor et Jimmy Harvey (seconde équipe)
- Montage : Manuel del Campo
- Date de première diffusion au  Royaume-Uni : 14 mai 1969

Reste de la distribution
- Andrew Keir :  Le colonel James
- Peter Bowles :  Ezdorf
- Peter Bayliss :  Dodge
- Neil Hallett :  Paul Ryder
- Terence Longdon :  George Neville
- William Wilde :  Baxter
- Michael Culver :  Price
- Michael Elwyn :  Le lieutenant Edwards
- John Hussey :  Peters
- Barry Linehan :  Magnus
- Robert Russell :  Lubin
- Vincent Harding :  Rostov
- James Belchamber :  Bryant

Synopsis
Trois agents étrangers s'évadent successivement et inexplicablement d'un ancien monastère transformé en prison, afin d'accomplir leur mission : tuer des agents britanniques. La cible du troisième évadé est Steed...
N.B: Deuxième épisode sur le thème de l'invisibilité (après L'Homme transparent de la saison 5, l'épisode Le Visage sera tourné après). Episode sans mère-Grand.

### Épisode 33:Bizarre
Fiche technique
- Titre original :  Bizarre
- Réalisateur : Leslie Norman
- Scénario : Brian Clemens
- Directeur de la photographie : David Holmes
- Costumes : Ivy Baker
- Montage : Karen Heward
- Date de première diffusion au  Royaume-Uni : 21 mai 1969

Reste de la distribution
- Roy Kinnear :  Happychap
- Fulton MacKay :  Le maître
- Patrick Newell :  'Mère-Grand'
- Sally Nesbitt :  Helene
- James Kerry :  Cordell
- George Innes :  Shaw
- John Sharp :  Jupp
- Sheila Burrell :  Mme Jupp
- Michael Balfour :  Tom
- Patrick Connor :  Bob
- Ron Pember :  Charley
- Rhonda Parker (non créditée) :  Rhonda  (rôle muet)

Synopsis
Des corps disparaissent dans un cimetière ; l'enquête mène Steed et Miss King jusqu'au... Paradis !
N.B: Ultime épisode de la série primitive. Steed et King nous disent adieu d'une manière...fort spectaculaire!